# Ioana Vrînceanu
Ioana Vrînceanu (n. 7 martie 1994, Târgu Mureș, România) este o canotoare română, medaliată cu aur olimpic la Paris 2024.

## Carieră
Ea a făcut parte din echipa care a câștigat medalia de aur în competiția de opt feminin la Campionatele Mondiale de Canotaj din 2017 din Sarasota, Florida. De asemenea, a câștigat medalii de aur și argint la mai multe Campionate Europene. A reprezentat România la Jocurile Olimpice de vară din 2020 de la Tokio.
Împreună cu Roxana Anghel a luat titlurile europene din 2023 și 2023 în proba de dublu rame. La Campionatul Mondial din 2023 au obținut medalia de bronz. La Jocurile Olimpice de la Paris din 2024 au câștigat medalia de argint. Iar în proba de 8+1 au cuecerit medalia de aur.

## Disctincții
- 2024 - Ordinul Național Pentru Merit în grad de Cavaler[10]